# Alberto III d'Asburgo
Alberto III d'Asburgo, anche detto dalla treccia (Vienna, 9 settembre 1349 – Laxenburg, 29 agosto 1395), è stato duca d'Austria dal 1365 fino alla sua morte.

## Biografia
Alberto III nacque nella residenza ducale di Vienna, come terzo figlio del duca Alberto II lo Sciancato, e di sua moglie Giovanna di Pfirt. Anche se suo padre aveva stabilito una legge sulla casa, per cui i quattro figli erano obbligati a governare congiuntamente e allo stesso modo, il fratello maggiore Rodolfo IV assunse le redini del governo dopo la morte del padre nel 1358. Riaffermò la sua supremazia emettendo il Privilegium maius. Tuttavia, poiché il suo matrimonio rimase senza figli, dovette nuovamente condividere il suo potere con i suoi fratelli più piccoli. Nel 1365 Rodolfo IV, Alberto III e Leopoldo III firmarono insieme il certificato di fondazione dell'Università di Vienna; Rodolfo IV morì pochi mesi dopo, all'età di 25 anni.

### Divisione
Alberto, allora il fratello maggiore superstite (il fratello Federico era morto nel 1362), ereditò la regola e la condivise con il fratello minore Leopoldo III. Entrambi sono stati formalmente infeudato con il Ducato d'Austria, Ducato di Stiria, Ducato di Carinzia e il Ducato di Carniola da Carlo IV. Nel 1369 riuscirono ad ottenere la Contea del Tirolo, oggetto di un conflitto estenuante scatenatosi alla morte di Mainardo III nel 1363 con Stefano II di Baviera, allorché questi rinunciò alla pretessa con la Pace di Schärding.
Nel 1368 i duchi asburgici acquistarono la città di Friburgo. Ma il loro tentativo di ottenere il controllo del porto adriatico di Trieste fallì in un conflitto armato con la Repubblica di Venezia nel 1369. Trieste non fu conquistata fino al 1382, quando i cittadini cercarono protezione da Venezia sottomettendosi al dominio austriaco. Nel 1374 i duchi austriaci ereditarono vasti territori nella Marca vindica e in Istria dal compianto Alberto III, conte di Gorizia, che li legarono al ducato di Carniola. L'anno successivo acquistarono la signoria sveva di Feldkirch dai Conti di Montfort.
Ma i due fratelli non potendo accordarsi, divisero fra loro i possessi con il trattato di Neuberg nel 1379, dando così origine alla Linea albertina e alla Linea leopoldina 
Alberto ebbe l'alta e la bassa Austria e rafforzò all'interno i suoi possedimenti. Caduto il fratello Leopoldo a Sempach contro gli svizzeri (1386), assunse la tutela dei nipoti minorenni.

### Politica
Nel 1377, Alberto fece una crociata in Prussia contro le tribù pagane baltiche lituane e samoghe. Nel frattempo, l'espansione dei duchi asburgici in Svevia entrò in collisione con la crescita della Confederazione svizzera e scatenò le rivolte armate. Nel 1386 il duca Leopoldo III e numerosi nobili austriaci furono uccisi in una disastrosa sconfitta nella battaglia di Sempach del 1386, dopo che Alberto divenne nuovamente il solo sovrano delle terre albertiniane e leopoldiane, in qualità di reggente per i suoi nipoti minori. Un altro tentativo di ripristinare il dominio asburgico in Svevia fallì, quando i cavalieri di Alberto furono nuovamente sconfitti dagli svizzeri nella battaglia di Näfels del 1388 e il duca dovette chiedere un armistizio.
Nelle terre austriache, il suo governo era benefico per il regno, poiché sosteneva le arti e le scienze. Alberto era uno studioso, in particolare come matematico e astrologo. Il libro più antico conservato della Biblioteca nazionale austriaca, un Evangelion del 1386, proviene dalla sua collezione personale. Il duca espanse l'Università di Vienna e, durante lo scisma occidentale, raggiunse il consenso di Papa Urbano VI per istituire una facoltà teologica. Continuò la costruzione della Cattedrale di Santo Stefano e tentò di ristrutturare Vienna prendendo spunto da Praga. Il soprannome di Alberto si riferisce alla sua particolare pettinatura, parte dei paramenti di un ordine cavalleresco di breve durata che aveva fondato e che si dissolse dopo la sua morte.

### Morte
Alla fine del suo regno, Alberto aveva stabilito un solido dominio principesco sul ducato austriaco. Nel 1390 entrò in conflitto con il papa Bonifacio IX per aver assoggettato ad imposte il clero senza autorizzazione pontificia, e fu scomunicato.
Nel conflitto sulla successione alla morte dell'imperatore Carlo IV nel 1378, Alberto si unì alle forze degli eredi lussemburghesi Jobst di Moravia e Sigismondo contro l'incapace Venceslao IV e sembrò un probabile candidato per il trono tedesco stesso. Tuttavia, morì nell'agosto del 1395 mentre soggiornava nel suo capanno di caccia di Laxenburg, durante i preparativi di una campagna militare per ottenere la deposizione di Venceslao avvenuta nel 1400. È sepolto nella cripta ducale nella Cattedrale di Santo Stefano.

## Discendenza

### Primo Matrimonio
Sposò, il 19 marzo 1366, Elisabetta di Boemia, figlia di Carlo IV di Lussemburgo. Da questo matrimonio non nacquero figli. 

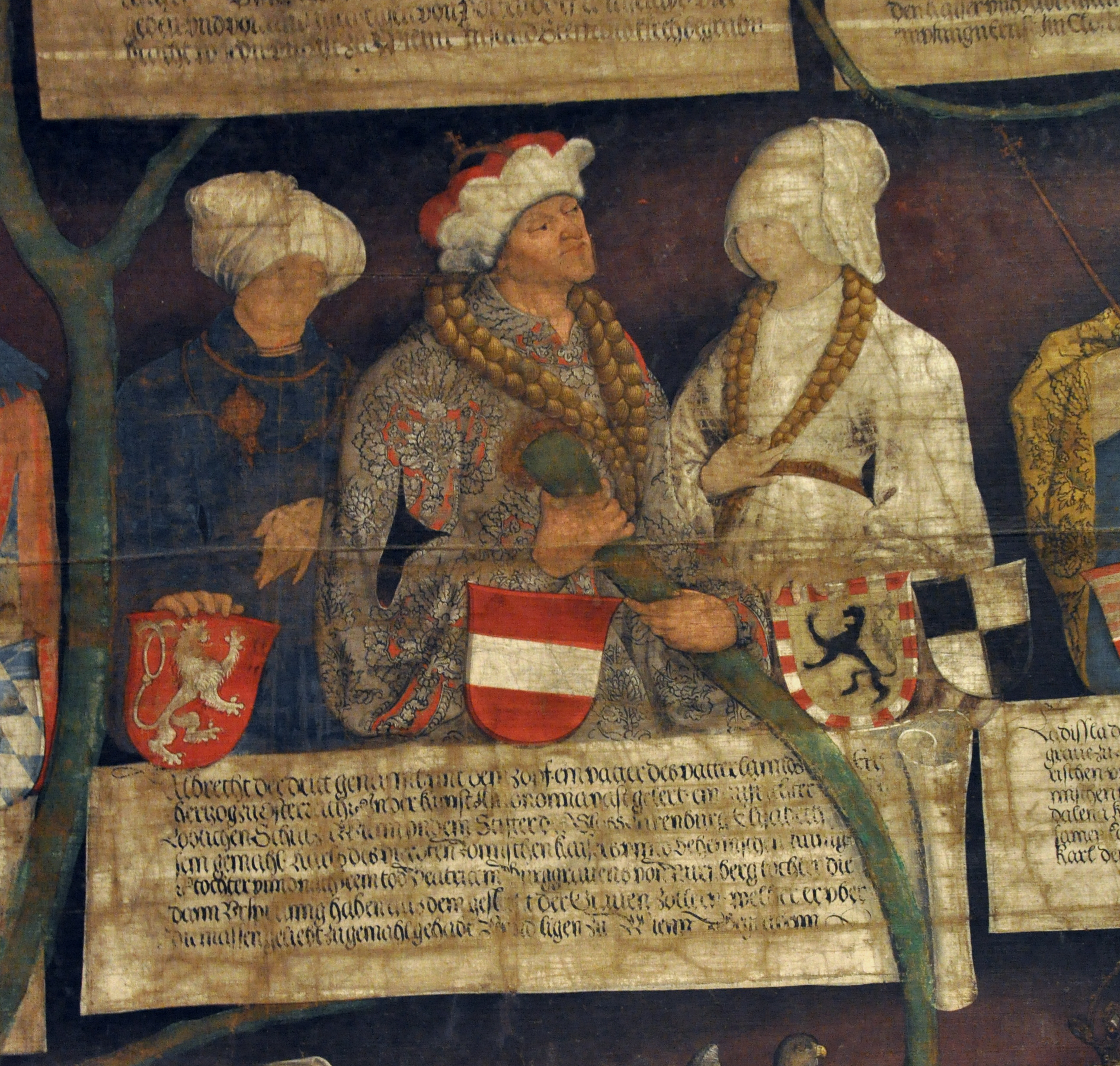
Alberto insieme alle sue mogli: Elisabetta (a sinistra) e Beatrice (a destra), 1497

### Secondo Matrimonio
Sposò in seconde nozze Beatrice di Norimberga, figlia di Federico V di Norimberga. Da questo matrimonio nacque un solo figlio:
- Alberto (19 settembre 1377-14 settembre 1404)[2].

## Ascendenza
|                              |                   |                               | Genitori                     |  |  | Nonni |  |  | Bisnonni            |  |  | Trisnonni            |  |
|                              |                   |                               |                              |  |  |       |  |  | Rodolfo I d'Asburgo |  |  | Alberto IV il Saggio |  |
|                              |                   |                               |                              |  |  |       |  |  | Rodolfo I d'Asburgo |  |  | Alberto IV il Saggio |  |
|                              |                   | Edwige di Kyburg              |                              |  |  |       |  |  | Rodolfo I d'Asburgo |  |  |                      |  |
| Alberto I d'Asburgo          |                   |                               |                              |  |  |       |  |  | Rodolfo I d'Asburgo |  |  |                      |  |
|                              |                   | Gertrude di Hohenberg         | Burcardo V di Hohenberg      |  |  |       |  |  |                     |  |  |                      |  |
|                              |                   | Gertrude di Hohenberg         | Burcardo V di Hohenberg      |  |  |       |  |  |                     |  |  |                      |  |
|                              |                   | Gertrude di Hohenberg         | Matilde di Tubinga           |  |  |       |  |  |                     |  |  |                      |  |
| Alberto II lo Sciancato      |                   | Gertrude di Hohenberg         |                              |  |  |       |  |  |                     |  |  |                      |  |
|                              |                   | Mainardo II di Tirolo-Gorizia | Mainardo I di Tirolo-Gorizia |  |  |       |  |  |                     |  |  |                      |  |
|                              |                   | Mainardo II di Tirolo-Gorizia | Mainardo I di Tirolo-Gorizia |  |  |       |  |  |                     |  |  |                      |  |
|                              |                   | Mainardo II di Tirolo-Gorizia | Adelaide del Tirolo          |  |  |       |  |  |                     |  |  |                      |  |
| Elisabetta di Tirolo-Gorizia |                   | Mainardo II di Tirolo-Gorizia |                              |  |  |       |  |  |                     |  |  |                      |  |
|                              |                   | Elisabetta di Baviera         | Ottone II di Baviera         |  |  |       |  |  |                     |  |  |                      |  |
|                              |                   | Elisabetta di Baviera         | Ottone II di Baviera         |  |  |       |  |  |                     |  |  |                      |  |
|                              |                   | Elisabetta di Baviera         | Agnese del Palatinato        |  |  |       |  |  |                     |  |  |                      |  |
| Alberto III d'Asburgo        |                   | Elisabetta di Baviera         |                              |  |  |       |  |  |                     |  |  |                      |  |
|                              | Teobaldo di Pfirt | Ulrico II di Pfirt            |                              |  |  |       |  |  |                     |  |  |                      |  |
|                              | Teobaldo di Pfirt | Ulrico II di Pfirt            |                              |  |  |       |  |  |                     |  |  |                      |  |
|                              | Teobaldo di Pfirt | Agnese di Vergy               |                              |  |  |       |  |  |                     |  |  |                      |  |
| Ulrico III di Pfirt          | Teobaldo di Pfirt |                               |                              |  |  |       |  |  |                     |  |  |                      |  |
|                              |                   | Caterina di Klingen           | Walther di Klingen           |  |  |       |  |  |                     |  |  |                      |  |
|                              |                   | Caterina di Klingen           | Walther di Klingen           |  |  |       |  |  |                     |  |  |                      |  |
|                              |                   | Caterina di Klingen           | Sofia di Frohburg            |  |  |       |  |  |                     |  |  |                      |  |
| Giovanna di Pfirt            |                   | Caterina di Klingen           |                              |  |  |       |  |  |                     |  |  |                      |  |
|                              |                   | Rinaldo di Chalon             | Ugo di Chalon                |  |  |       |  |  |                     |  |  |                      |  |
|                              |                   | Rinaldo di Chalon             | Ugo di Chalon                |  |  |       |  |  |                     |  |  |                      |  |
|                              |                   | Rinaldo di Chalon             | Adelaide I di Borgogna       |  |  |       |  |  |                     |  |  |                      |  |
| Giovanna di Montbéliard      |                   | Rinaldo di Chalon             |                              |  |  |       |  |  |                     |  |  |                      |  |
|                              |                   | Guglielmina di Neuchâtel      | Amedeo I di Neuchâtel        |  |  |       |  |  |                     |  |  |                      |  |
|                              |                   | Guglielmina di Neuchâtel      | Amedeo I di Neuchâtel        |  |  |       |  |  |                     |  |  |                      |  |
|                              |                   | Guglielmina di Neuchâtel      | Giordana di La Sarraz        |  |  |       |  |  |                     |  |  |                      |  |
|                              |                   | Guglielmina di Neuchâtel      |                              |  |  |       |  |  |                     |  |  |                      |  |